# Mamas
Mamas is een bestuurslaag in het regentschap Aceh Tenggara van de provincie Atjeh, Indonesië. Mamas telt 590 inwoners (volkstelling 2010).